# Magdalena Andersson
Eva Magdalena Andersson (Uppsala, 23 gennaio 1967) è un'economista e politica svedese, leader del Partito Socialdemocratico dal 4 novembre 2021 e Ministro di Stato della Svezia dal 30 novembre 2021 al 18 ottobre 2022. Precedentemente è stata ministro delle finanze nei governi Löfven I, II e III.
In seguito alle dimissioni del ministro di Stato Stefan Löfven nell'agosto 2021, il 24 novembre 2021 Andersson è stata nominata sua successore dal Parlamento svedese, diventando così la prima donna nella storia del Paese ad assumere tale carica, grazie ai voti a favore del Partito Socialdemocratico, dei Verdi e di un'indipendente e all'astensione del Partito di Centro e del Partito della Sinistra. Si è tuttavia dimessa il giorno stesso a causa della bocciatura del bilancio da parte del Parlamento e della conseguente fuoriuscita dei Verdi dalla coalizione di governo. Un nuovo voto per un governo di minoranza supportato solamente dai Socialdemocratici è stato in seguito indetto dal presidente del Parlamento Andreas Norlén il successivo 29 novembre; in tale data Andresson è stata rieletta con 101 voti a favore (Socialdemocratici e un'indipendente, Amineh Kakabaveh), 75 astensioni (Partito di Centro, Partito della Sinistra, Verdi e una Liberale) e 173 voti contrari (Moderati, Democratici Svedesi, Cristiano-Democratici e i rimanenti Liberali). Il giorno seguente il governo Andersson è stato presentato al re Carlo XVI Gustavo e ha prestato giuramento, entrando così ufficialmente in carica.

## Biografia

### Primi anni di vita e formazione
Andersson è figlia unica di Göran Andersson (1936-2002), docente di statistica presso l'Università di Uppsala, e dell'insegnante Birgitta Andersson (nata Grunell, nel 1939). In gioventù Andersson è stata una nuotatrice di livello d'élite.
Durante gli anni del liceo, Andersson ha studiato scienze sociali alla Katedralskolan di Uppsala, diplomandosi nel 1987. Dopo il diploma, si è trasferita a Stoccolma per studiare alla Scuola di economia, dove si è laureata nel 1992 con un master in Economia. Vi ha poi lavorato come dottoranda in economia tra il 1992 e il 1995, ma ha interrotto i suoi studi in anticipo. Nell'autunno del 1994 ha studiato presso l'Istituto di Studi Avanzati di Vienna. Nella primavera del 1995, ha studiato presso l'Università di Harvard.
Magdalena Andersson si è unita alla Lega Giovanile Socialdemocratica (SSU) nel 1983, durante il suo primo anno al college. Nel 1987 è stata eletta presidente della sede locale della SSU di Uppsala.

### Carriera

#### Consigliera e funzionaria pubblica
Dopo aver completato i suoi studi in economia, Andersson ha ottenuto un impiego presso l'Ufficio del Primo Ministro come consigliere politico di Göran Persson dal 1996 al 1998, e in seguito ha lavorato come Direttore della pianificazione dal 1998 al 2004. Ha poi trascorso del tempo nel servizio civile, lavorando come segretario di Stato al Ministero delle Finanze dal 2004 al 2006, prima di lasciare per diventare nuovamente consigliere politico, questa volta della leader dell'opposizione Mona Sahlin, dal 2007 al 2009. Ha lasciato questo ruolo quando il governo l'ha nominata per il ruolo di Direttore Capo dell'Agenzia delle Entrate Svedese, posizione che ha ricoperto fino al 2012. Si è dimessa dopo la sua candidatura socialdemocratica in vista delle elezioni generali del 2014.

#### Ministro delle finanze

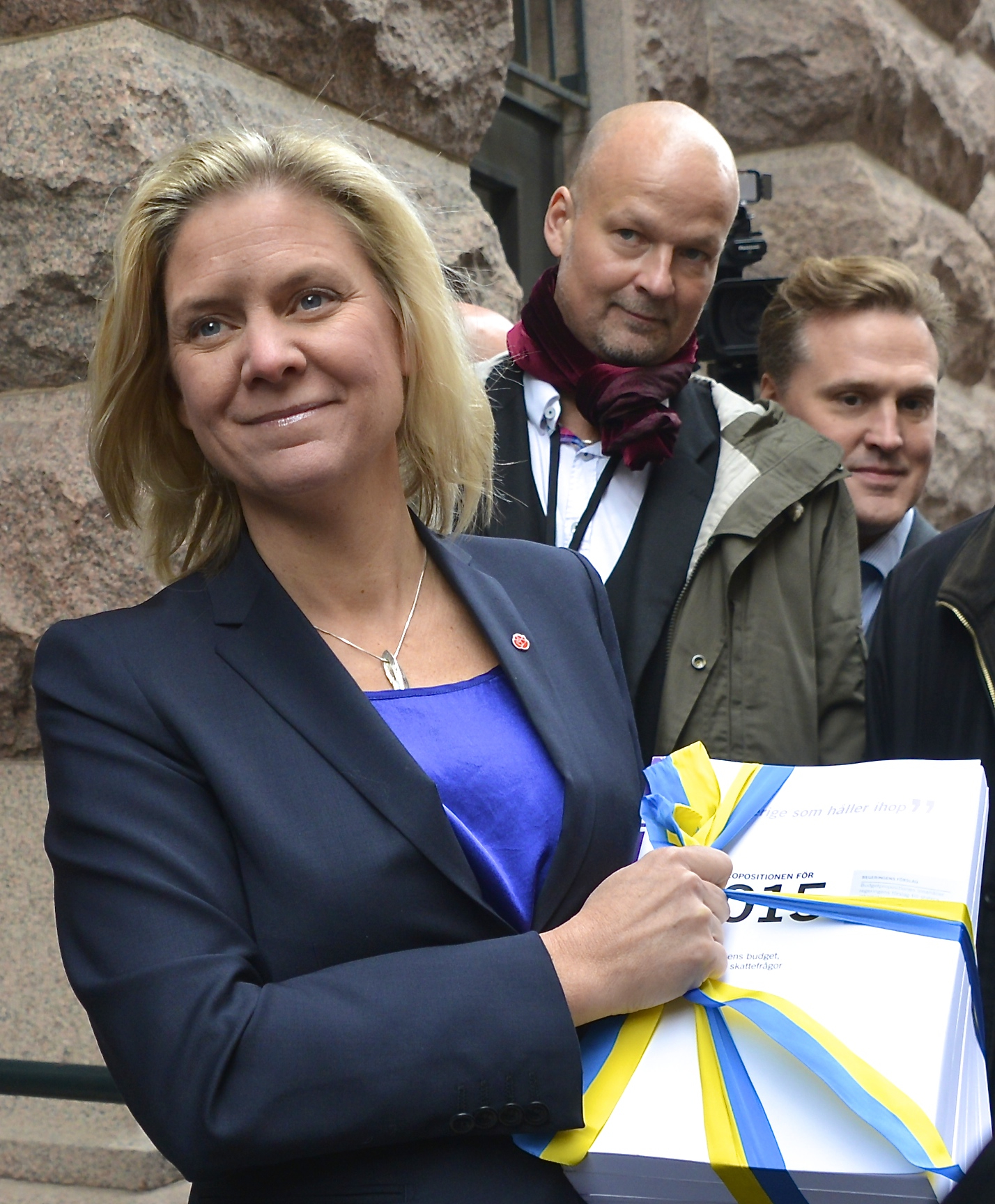
Andersson con il suo primo bilancio del governo (noto come nådiga luntan) fuori dal Parlamento il 23 ottobre 2014

Dopo la vittoria socialdemocratica alle elezioni generali svedesi del 2014 in cui Andersson è stata eletta membro del Riksdag, è stata nominata ministro delle finanze dal nuovo primo ministro Stefan Löfven nel suo gabinetto. Come risultato dei negoziati di coalizione, mentre Andersson aveva la responsabilità generale del ministero delle finanze, a Per Bolund è stata affidata la responsabilità della supervisione dei mercati finanziari e della protezione dei consumatori in qualità di Ministro dei mercati finanziari. Andersson è stata riconfermata Ministro delle finanze da Löfven dopo le elezioni del 2018. In questo incarico Magdalena Andersson ha perseguito una politica di bilancio molto restrittiva.
Nel 2020, i membri del Comitato monetario e finanziario internazionale (IMFC), il principale comitato consultivo politico del Consiglio dei governatori del Fondo monetario internazionale (FMI), hanno scelto Andersson come presidente del Comitato per un mandato di tre anni. È diventata la prima europea in quel ruolo dopo più di un decennio, nonché la prima donna a ricoprire quella posizione.
Nell'agosto 2021, il primo ministro Stefan Löfven ha annunciato le proprie dimissioni da leader del partito al congresso del Partito socialdemocratico nel novembre 2021. Andersson è stata rapidamente considerata da molti come la candidata più probabile a succedergli e il 29 settembre il comitato di nomina del Partito socialdemocratico ha annunciato che Andersson era stata scelta come leader designato prima del congresso; qualora la designazione fosse stata accettata dal Riksdag, Andersson sarebbe divenuta leader e potenzialmente la prima donna Primo Ministro svedese.

#### Presidente del Partito Socialdemocratico dei Lavoratori di Svezia
Andersson è stata eletta presidente del Partito Socialdemocratico il 4 novembre 2021, diventando la seconda leader donna del partito dopo Mona Sahlin.

#### Ministro di Stato della Svezia

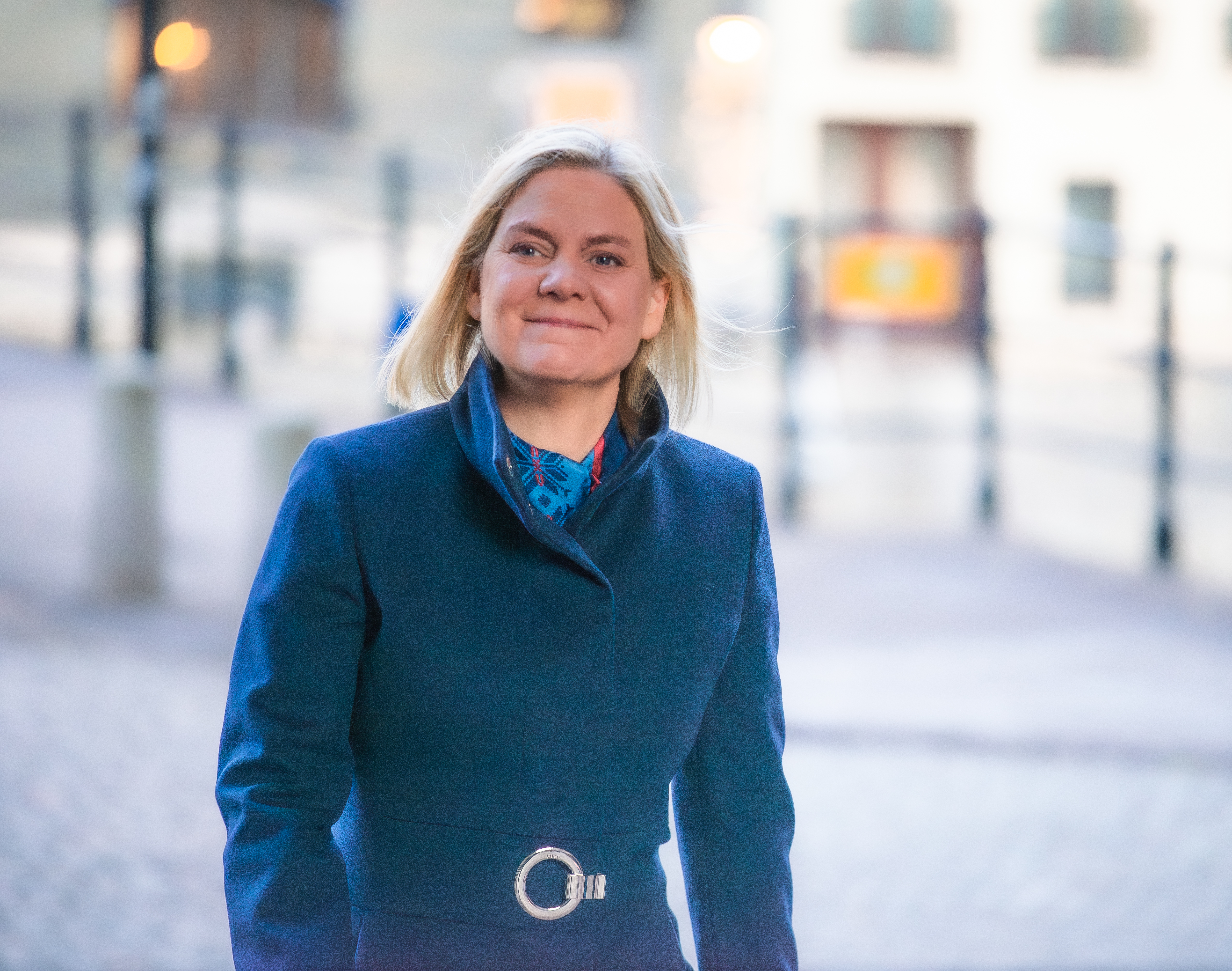
Andersson il 24 novembre 2021, giorno della prima fiducia parlamentare al suo governo, abortito poche ore dopo

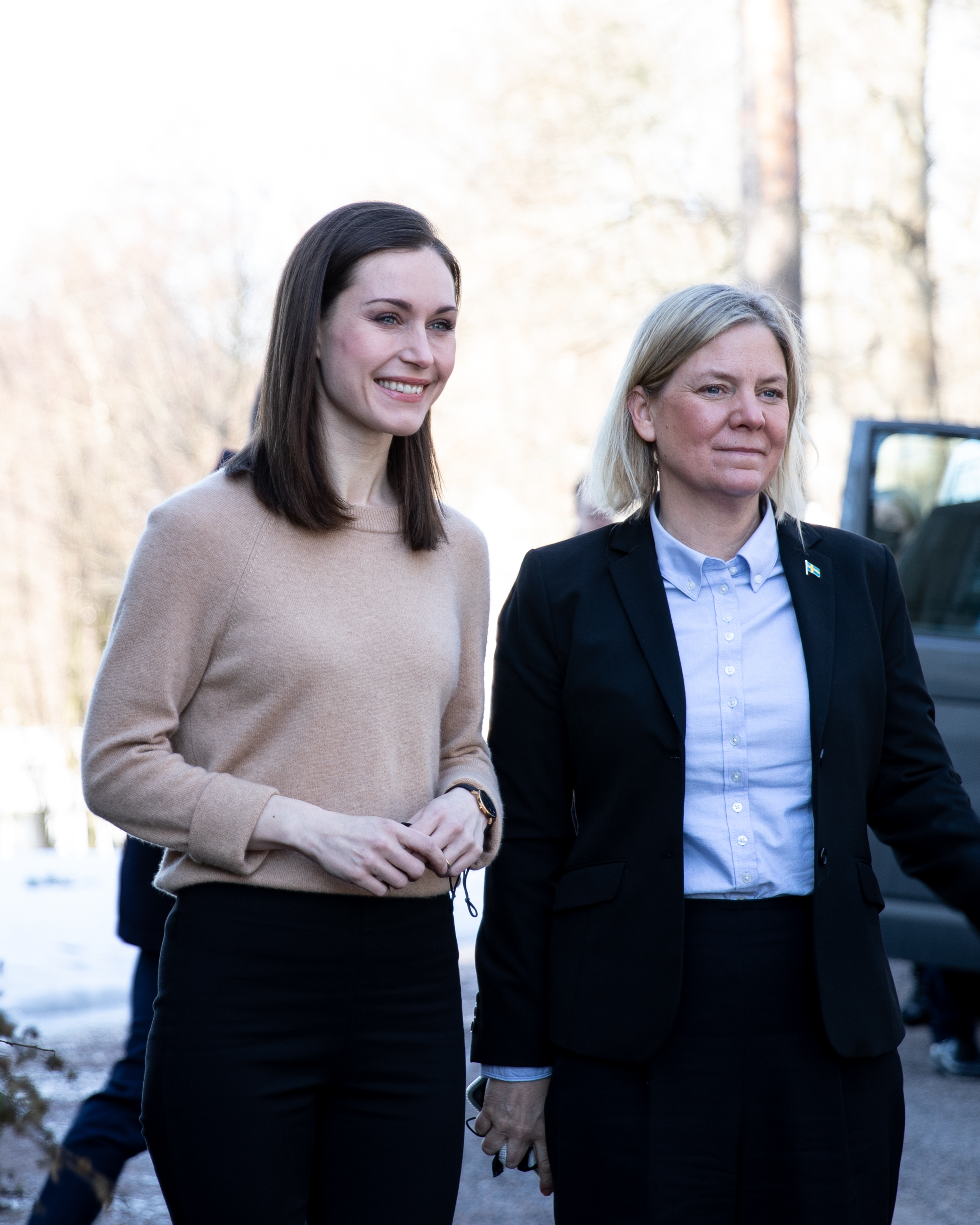
Andersson e il primo ministro finlandese Sanna Marin parlano di potenziali adesioni alla NATO per Finlandia e Svezia nella primavera del 2022.

Il 10 novembre, come annunciato in agosto, il primo ministro Stefan Löfven si è formalmente dimesso dall'incarico. Come parte del processo di formazione del governo, il presidente del Riksdag, Andreas Norlén, ha avuto colloqui con tutti i leader del partito l'11 novembre e poco dopo ha incaricato Andersson di formare un governo, concedendole una settimana. Ha ottenuto per poco un voto di fiducia in parlamento grazie a un accordo dell'ultimo minuto con il Partito della Sinistra per aumentare le piccole pensioni. Tuttavia, ha perso l'appoggio del Partito di Centro, che si è opposto a questa concessione e il cui sostegno era necessario per approvare il suo progetto di bilancio. Il bilancio preparato dall'opposizione di destra e di estrema destra è stato approvato. Questa situazione ha portato i Verdi a lasciare il governo di coalizione, poiché si rifiutavano di governare con questo bilancio, e Magdalena Andersson a dimettersi da Primo Ministro prima che fosse presentato al Re. Il 29 novembre 2021, tuttavia, è stata nuovamente nominata dal Riksdag prima ministra e le è stato conferito l'incarico di formare un governo, cosa che è accaduta il 30 novembre 2021, giorno in cui è entrata ufficialmente in carica, divenendo così la prima prima ministra della storia svedese, pur guidando un esecutivo di minoranza con una legge di bilancio avversa.
Ha rassegnato le proprie dimissioni 
dalla carica il 15 settembre 2022, a seguito della sconfitta alle elezioni legislative della coalizione che aveva supportato il suo governo.

### Altri ruoli
- Banca Asiatica d'Investimento per le Infrastrutture (AIIB), membro di diritto del consiglio di amministrazione[28]
- Banca europea per la ricostruzione e lo sviluppo (BERS), membro d'ufficio del consiglio di amministrazione[29]
- Banca europea per gli investimenti (BEI), membro di diritto del consiglio di amministrazione (dal 2014)[30]
- Agenzia Multilaterale di Garanzia degli Investimenti (MIGA), Gruppo della Banca Mondiale, Membro ex-Officio del Consiglio dei Governatori[31]
- Nordic Investment Bank (NIB), ex-presidente d'ufficio del consiglio dei governatori[32]
- Banca Mondiale, membro ex officio del consiglio dei governatori[33]
- Policy Network, membro del consiglio di amministrazione (2005-2009)[34]

## Vita privata
Andersson è sposata dal 1997 con Richard Friberg, professore di economia alla Scuola di Economia di Stoccolma, con il quale ha avuto due figli. Lei e suo marito sono persone dedite ad attività all'aria aperta; spesso fanno escursioni, kayak e alpinismo.